# クハナ!
クハナ!は、2016年に公開された日本の映画。秦建日子監督作品。少子化・高齢化に悩む三重県桑名市内のとある町を舞台として、ビッグバンドジャズに挑戦する子供たちを契機として活気づいていく様を描いた作品。原作は秦建日子自らが書き下ろした同名小説『KUHANA!』。

## 概要
「ジャズと子どもたちの桑名映画」をコンセプトにした青春映画作品。
原作・原案・脚本・監督の秦建日子は本作が映画初監督作品。
NHK連続テレビ小説「まれ」で土屋太鳳演じるヒロイン津村希（まれ）の少女期を演じた松本来夢が主人公の真珠を演じるのを筆頭に、三重県内や東海地方近県を中心に総勢2000人ものなかからオーディションで選ばれた子供たちが10か月間もの演技・演奏の猛特訓を経て実際にビッグバンドに挑戦した。ダブル主演にあたる真珠の親友瑞希役には、オーディションでの演技が評価された地元三重県津市出身の新人・久志本眞子が抜擢。そのほか、SKE48の大場美奈、チームしゃちほこ（現・TEAM SHACHI）の咲良菜緒・秋本帆華、BOYS AND MENの平松賢人と、東海地方を活動拠点とする気鋭のアイドルが出演している。
製作発表記者会見には三重県知事の鈴木英敬も登壇した。鈴木及び桑名市長の伊藤徳宇は同作本編中にも本人役で出演している。両者とも映画出演は初めて。
クハナ！映画部は、2016年度の「ふるさと名品オブ・ザ・イヤー」で「地方創生大賞・ヒト部門」を受賞した。

## あらすじ
三重県桑名市に住む小学6年生の西田真珠（演・松本来夢）の通う小学校は少子化のため廃校が決まっている。それもあってか真珠の日常生活には今一つ張り合いのなさを感じていた。
そんななか、真珠の学校にかつてジャズミュージシャンだったという先生が赴任する。退屈した日常から抜け出したい真珠たちは早速ジャズ部をつくり、ビッグバンドジャズに挑戦していく。
一方、町の雇用を支える工場では経営不振で大リストラを敢行することが明らかに。真珠たちは大人の事情に振り回されるなか、慣れない楽器に悪戦苦闘しつつも県大会、東海大会と進出していく。

## 登場人物・キャスト
- KUHANA! KIDS[3]
  - 西田真珠（アルトサックス） - 松本来夢
  - 笹島瑞希（ドラムス） : 真珠の親友・いとこ - 久志本眞子(三重県津市出身)
  - 下川みのり（ドラムス） - 伊藤雛乃(三重県四日市市出身)
  - 山本弥生（ヴァイオリン） - 石川立都(三重県桑名市出身)
  - 松永胡桃（パーカッション） - 佐々木千惺(三重県桑名市出身)
  - 田中かすみ（トランペット） - 中西樹希(三重県四日市市出身)
  - 田中さくら（アルトホルン） - 中西陽菜(三重県四日市市出身)
  - 桜庭一華（キーボード／ピアニカ） - 藤原そら乃(愛知県名古屋市出身)
  - 厚木愛（ピアノ／ピアニカ） - 山下千遥(三重県桑名市出身)
  - 上野沙織（ベース） - 横井琉衣(愛知県稲沢市出身)
- 浅井海斗（アルトサックス） : 転校生 - 加藤清史郎
- 大石隆 : 真珠たちの小学校に赴任してきた新任教師、元ジャズプレイヤー - 風間トオル
- 栗山園子（校長） - 多岐川裕美
- 栗山千智（園子の娘） - 磯山さやか
- 西田一子 : 真珠の祖母 - 山村美智
- 西田伸枝 : 真珠の母 - 須藤理彩
- 西田憲介 : 真珠の父 - 宮本大誠
- 鈴木晃一（バスの運転手） - ウド鈴木
- 佐多はるか - 馬場ふみか
- 青木良美 - 高垣彩陽《友情出演》
- 西田凪子 : 真珠の姉 - 咲良菜緒（チームしゃちほこ）
- 古島咲 - 大場美奈（SKE48）《友情出演》
- 宮城侑 - 平松賢人（BOYS AND MEN）《友情出演》
- 凪子のアルバイト先の先輩 - 秋本帆華（チームしゃちほこ）《友情出演》
- 笹島新一 : 瑞希の父、伸枝の兄 - 平野貴大
- 笹島恵子 : 瑞希の母 - 松田純
- 浅井孝之 - 湯浅浩史
- 上崎早苗 - 築山万有美
- 大石悟 : 大石の息子 - 南圭介

（映画.comほかより）
このほか、主題歌を歌うChelsyのメンバーであるAMIがうなぎ屋の店員役でカメオ出演している。
また、前述の通り三重県知事の鈴木英敬と桑名市長の伊藤徳宇がそれぞれ本人役で出演しているほか、多数の関係者がエキストラで出演している。

## スタッフ
- 監督・原作・脚本 - 秦建日子
- 製作 - 高木卓司、佐藤義比古、長江正、古川為茂、小野寺優（河出書房新社）、井戸義郎（中日新聞社）、本間一路、秦建日子
- エグゼクティブプロデューサー - 中西康浩
- プロデューサー - 竹田太郎、中西義樹、林恵美子
- 監督補 - 高明
- 撮影 - タカハシケイ
- 照明 - 藤井隆司
- 録音 - 岩間翼
- 衣装 - 杉本京加
- ヘアメイク - 吉森香織
- 編集 - 松戸賢治
- 音楽監修 - 立石一海

### 主題歌
- 主題歌『Kite』 - Chelsy（作詞・近藤ひさし、作曲・楠野功太郎[14]）
- エンディングテーマ『Town』 - Chelsy（作詞・AMI／秦建日子、作曲・AMI／立石一海[15]）

### 映画クハナ!製作委員会
- 映画クハナ!製作委員会構成各社
  - 有限会社OFFICE BLUE
  - 株式会社九華
  - 東海テレビ放送株式会社
  - 株式会社CBCテレビ
  - 株式会社中日新聞社
  - 三重テレビ放送株式会社
  - スターキャット・ケーブルネットワーク株式会社
  - 株式会社河出書房新社

### クハナ!映画部
同作品の映画作りを支えるボランティアチームとしてスタートし、多方面から映画を支える存在となった地元在住者の集まり。（部長・林恵美子; 地元飲食店「五大茶屋」店主）

## 公開
2016年9月3日に東海地方のイオンシネマである桑名、津、東員名古屋茶屋で先行公開、同年10月8日より池袋シネリーブルほかで全国公開、国内30館で上映された。

### 上映会特別プラン
劇場公開期間終了後は株式会社シネマ雄の協力により、桑名市内限定の自主上映会特別プランが用意されている。同作の舞台である桑名市内でより多くの市民に作品を鑑賞してもらうため、市内で自主上映会を開こうと企画する団体等に対して格安で作品DVDの貸し出しを行うものである。作品のみを貸し出すプランと、シネマ雄スタッフが上映機材の搬入や映写技師の出張等を含め上映会のセッティングを行うプランの2種類が用意されている。対象は市内小中学校、市内の図書館・公民館などの公共施設（500席以上の大会場は適用外）、市内各種団体・店舗・個人主催による上映会。

## 書籍「KUHANA!」
映画公開に先行して2016年3月31日に単行本が、2019年4月22日に文庫版がそれぞれ河出書房新社より刊行された。単行本刊行時に帯につけられていた「うちら、ジャズ部はじめました！」のキャッチコピーは文庫化の際副題として採用されている。全国学校図書館協議会選定図書。

### 映画「クハナ！」
- 公式ウェブサイト
  - 映画「クハナ！ 」公式アカウント (@KuhanaOfficial) - X（旧Twitter）
- クハナ! - 映画.com